# Pozo Blanco

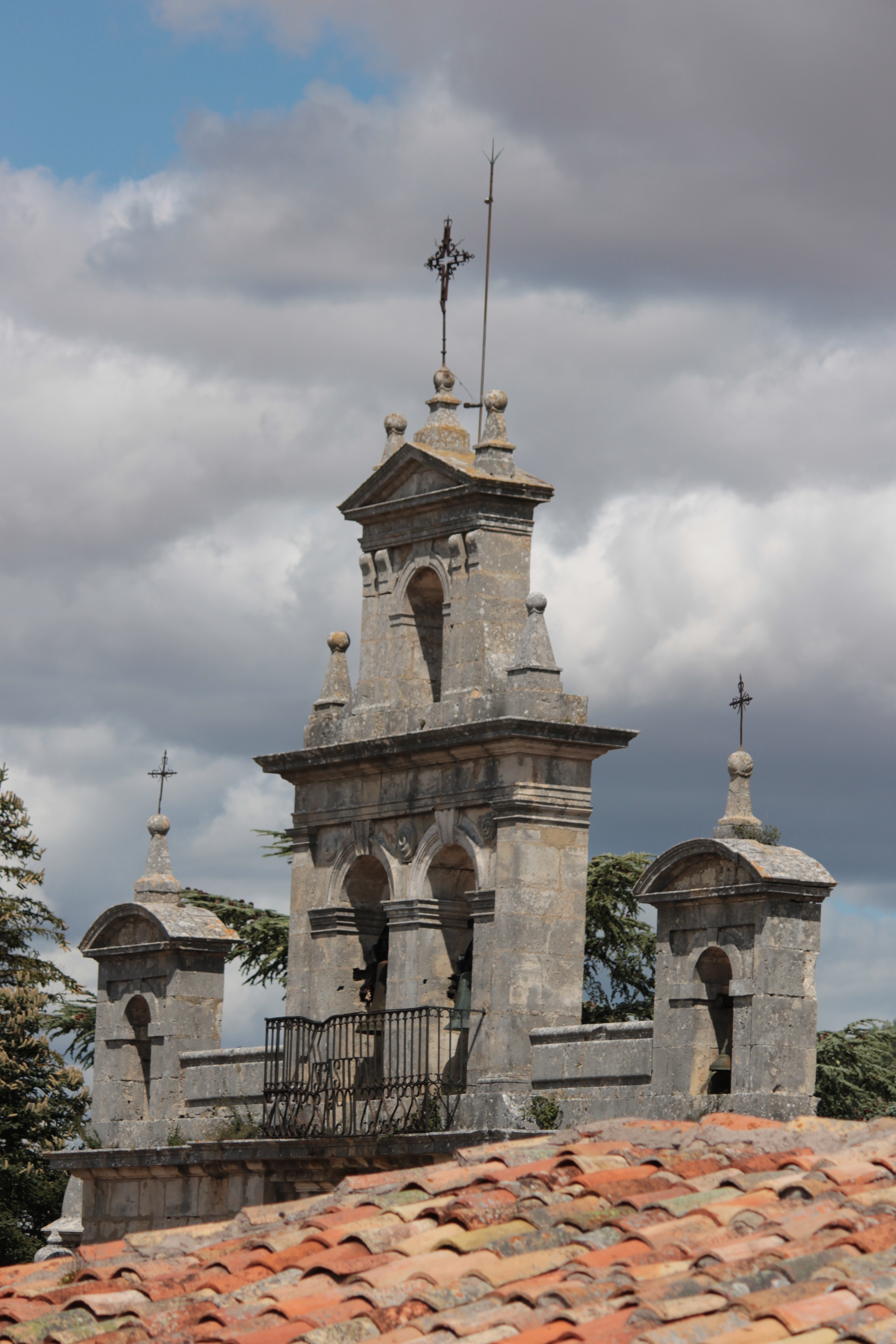
Campanario de la iglesia de Santa Casilda

El Pozo Blanco es un pequeño cuerpo de agua ubicado santuario de Santa Casilda de encuentra en lo alto de un roquedo de La Bureba, entre Salinillas de Bureba y Buezo.
Fue construido en el siglo XV encima de una ermita primitiva, con un estilo renacentista, la Iglesia donde descansan en el altar los restos de la Santa ha sido restaurado hace poco.

## Historia de Santa Casilda
Santa Casilda es la patrona de Briviesca, muy conocida en la capital. El santuario se encuentra rodeado de una hospedería con un restaurante en lo alto sobre la ermita primitiva y con dos pozas de agua,proveniente de manantiales del acuífero situadas a los pies de la ladera.
Santa Casilda era una princesa mora que vivió en la época del reino de taifa en Toledo.  Esta, se dedicaba a dar de comer a escondidas de su padre a los cristianos cautivos. La leyenda cuenta que su padre, el rey, un día le fue a buscar y le preguntó qué era lo que ella llevaba bajo su delantal. Casilda le respondió que llevaba flores. Cuando abrió el delantal para mostrárselo obró un milagro y debajo del delantal se encontraban unas flores en vez de alimentos. Por ello, Santa Casilda es conocida como la Santa de las rosas, por el milagro que cuenta su leyenda.
Luego la joven princesa cayó enferma y los prisioneros cristianos le dijeron que existía un ermitaño, de nombre Vicente, que custodiaba un pozo milagroso en Castilla.
Viajó hasta tierras de Castilla concretamente en La Bureba y se bañó en el milagroso pozo, se curó.
Finalmente después de un tiempo falleció, por el año 1075.

## Pozo Blanco

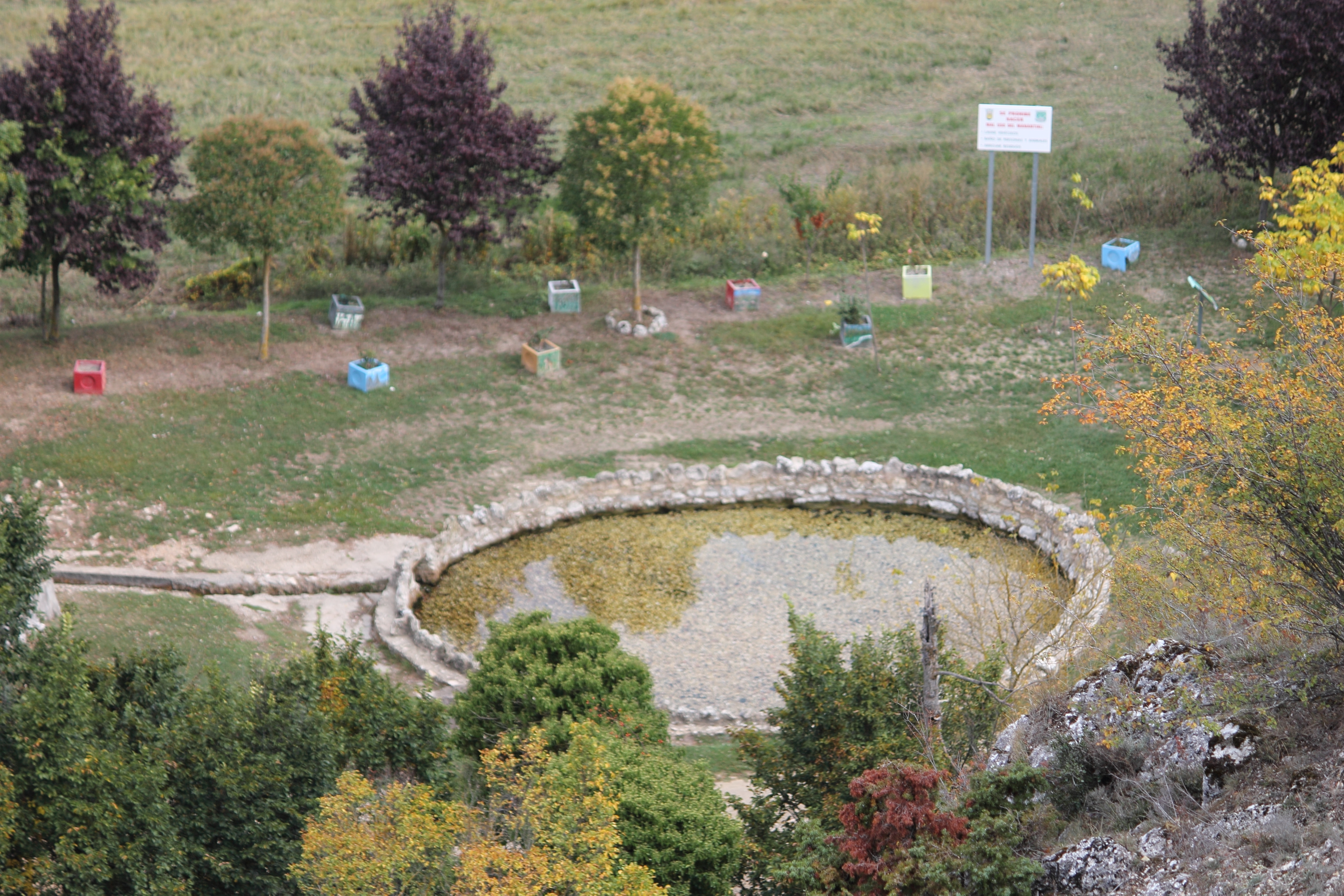
Pozo Blanco

Uno de los pozos más famosos, aparte del pozo Negro, es el Pozo Blanco; las leyendas aseguran que tiene la propiedad de hacer fecundas a las mujeres que se encomiendan a Santa Casilda.
A él acuden parejas que desean ampliar su familia teniendo un hijo. El ritual sigue ciertos pasos, deben colocarse en la ladera a cierta altura de esta, desde allí deben arrojar o bien una piedra o una teja. Esto es así porque según si es una piedra, la pareja desearían tener un niño y si es una teja su deseo sería niña. Si la pareja consigue acertar con la piedra o la teja dentro del pozo situado al final de la ladera la familia tendrá descendencia en un año.
Una de las supersticiones y leyendas más famosas de La Bureba que hoy en día se mantiene viva todavía, algunas parejas siguen acudiendo a la ladera a arrojar su piedra o su teja.